# Кабиле (древен град)
Вижте пояснителната страница за други значения на Кабиле.
Кабилé е древен тракийски град, основан около IV в. пр.н.е. върху основите на по-древно селище в подножието на днешния Зайчи връх, близо до завоя на река Тонзос (Тунджа) в древността. В наши дни територията, на която е бил разположен древния град и по-късните селища край него са превърнати в археологически резерват, разположен на 10 километра от град Ямбол. Местоположението на Кабиле е възлов пункт при пресичане на важни пътища през древността и античността. Оттук е минавал пътят от Айнос (днешен Енос при устието на Марица (античния Хеброс)) към Хемус (Стара планина) и долното течение на река Дунав, както и диагоналният път (Via Diagonalis) от Бизантион през Сердика (София) – Найсос (Ниш) към средното течение на река Дунав. С това си стратегическо местоположение древното селище Кабиле постепенно прераства в град, който се обособява във важен политически, икономически и религиозен център на Одриското царство и Римската империя. Днешният Национален археологически резерват Кабиле обхваща площ от близо 650 декара и е част е от Стоте национални туристически обекта. 

## Наименование
В крайната източна част на самия Зайчи връх е бил разположен акрополът на древния град. Тук се е влизало от юг през изсечена в скалите порта. Върху една от скалите е изсечено изображение-релеф на Великата майка на боговете Кибела. Като се има предвид, че това е фригийското наименование на богинята, според проф.Велизар Велков, може да се предположи че Кабиле е наименованието на същата богиня в неговoто древнотракийско произношение.

## Датиране
Откритата керамика от X-VI век пр. н. е. доказва, че селището вече е съществувало през ранната Желязна епоха, но най-старият културен пласт, макар и оскъден е от Бронзовата епоха. През V – IV век пр. н. е. Кабиле поддържа активни търговски връзки с почти всички градски центрове в Егейския свят.

## История и извори
Според античните извори Кабиле е бил център от особено значение за Югоизточна Тракия. Градът е създаден около 2000 г. пр.н.е. и се е намирал на върха на възвишението Зайчи връх, който е единственото възвишение в околността, край завоя на река Тонзос (Тунджа), откъдето реката се оправя на юг за да се влее в река Марица при Одрин (Едирне). В древността и през античността завоят на реката е бил край Зайчи връх, където реката е образувала широки разливи, удобни за пристани. Днес реката е изместила коритото си с 2,5 km на север.
През втората половина на I хил. пр. н. е. Кабиле е един от главните градски центрове на Одриското царство, което за кратко време, успява да обедини по-голямата част от тракийските племена на Балканския полуостров и води успешно войни с македони, пеони и илири. През 3 век пр.н.е. вече е част от територията, управлявана от траките одриси и част от контролираната от тях територия. Градът е построен по всички правила на елинските градове. Имал е агора, площад, около който е бил съсредоточен живота в града. На площада се е намирал храм на Аполон и по-голям храм на богинята Артемида – Хеката, в който са се съхранявали и много от надписите издълбани върху каменни стели касаещи града.
През 341 г. пр.н.е. градът е завладян от армията на Филип Македонски, а по-късно влиза в състава на империята на Александър Македонски. За града се споменава в трудовете на 14 древни автори, като най-ранният от тях описва превземането на града от Филип Македонски.
Гръцкият автор Лампсак през II век описва града като хорион, т.е. укрепен град, намиращ се в средата на Тракия до река Тунджа. В края на IV – началото на III век пр.н.е., Кабиле е една от резиденциите на одриските владетели Спароток и Скосток и практически функционира като град държава. Спароток сече монетни емисии със своя образ през първата четвърт на III век пр.н.е.
Около периода на келтското нашествие, царската власт в Кабиле се заменя с градско управление. През III – II век пр.н.е. градът сече монетни емисии с изображение на култовата статуя на Артемида Фосфорос. Споменат е от Теопомп, Полибий и Анаксимен. През тази епоха градът е голям икономически и търговски център и поддържа широки връзки с Мала Азия, с градовете по тракийското крайбрежие и Егейския свят. (На територията на Кабиле са открити около 500 амфорни печати от някои центрове от Източното Средиземноморие.)
През 71 г. пр.н.е. градът влиза в състава на Римската империя, след като е завладян от войската на Марк Лукул и след 45 г. е част от римската провинция Тракия. Градът е основен военен и търговски център през 2 и 3 век пр.н.е. Градът е най-важният военен римски лагер в провинция Тракия през II – III век сл. Хр., където е настанена кохортата на луцензите. В него се изграждат терми, обществени сгради, казармени помещения, светилища, крепостни стени. Кабиле е един от основните градове в своята провинция след реформите на император Диоклециан през 4 век. Намира се на кръстопът между пътищата Августа Траяна – Адрианопол и Августа Траяна – Анхиало. Запазени са строителни надписи от римските императори Хадриан, Антоний Пий, Каракала, Александър Север, Аврелиан, Галерий.
През IV век градът изглежда е епископски център, тъй като местният епископ Север е споменат като участник в Сердикийския събор, а някои автори отъждествяват епархията с известния от други източници Диосполис. От този период е датирана монументалната трикорабна базилика с мозаичните подове, част от които са изложени в музея към НАР Кабиле.
В края на IV век е превзет от готите. Краят на града идва след нашествието на аварите през 583 година, когато е разрушен и след това никога не бива построен отново. Продължава да съществува като обикновено селище до османското нашествие в българските земи през XIV век. През средновековието на мястото, където се е намирал античният град, е построено малко селище. То съхранява старото си име, което със закономерни изменения, съобразно фонетиката на старобългарския език е запазено до началото на XIX век – Ковел. В северния край на село Кабиле е разкрита при разкопки църква от XI век, вградена в тракийска могила, очевидно свързана с това селище от късното Средновековие.

## Археологически разкопки
Първите археологически проучвания на територията на Кабиле са осъществени през 1912 г. от проф. Богдан Филов. През 1927 година територията, на която е бил разположен Кабиле, е обявена за народна старина. През 1969 година Кабиле е обявен за паметник на културата от национално значение и Национален археологически резерват. Началото на системните археологически разкопки в резервата се е поставено през 1972 година, а от 1979 година е обявен за природозащитено място.

### Надписът от Севтополис
Една от най-важните археологически находки от Севтополис е т.нар. „голям надпис“, открит през октомври 1953 година в двореца-цитадела дава важни данни за устройството на древния град Кабиле. Надписът, издялан на старогръцки в 37 реда върху мраморна плоча с фронтон.
Надписът съдържа както ценни исторически сведения, така и данни за тълкуването на архитектурата на Севтополис. Той е и свидетелство за устройството на древния град Кабиле. Противно на Демостен, който нарича Кабиле – „окаяно свърталище“, надписът го представя като добре устроен град – с градски олтар на Аполон и с фосфорион – храм на Артемида-Хеката. Надписът е и най-ранният епиграфски паметник от вътрешността на Тракия, в който се упоменава почитането на Дионис и Великите Самотракийски богове в Тракия.

## Римски военен лагер
Още през 1912 година Богдан Филов открива на Кабиле надпис издигнат от римски легионер от кохортата разкватирувана тук. Името на военното лице е Елий Тарзас, той е тракиец по произход.
През 1980 година е открит строителен надпис датиран от 135/136 година и още един надпис на легионер. Тези надписи потвърждават мнението, че тук през II век е лагерувала Cohors II Lucensium, очевидно по времето на император Хадриан.
През 377 година по данни на Амнан Марцелин край Кабиле са се водили сериозни битки между готите и местните военни части. Същевременно Кабиле е едно от малкото места в Провинция Тракия, откъдето произхождат надписи на латински език.

## Монетосечене
Първият издател на бронзови монети на Кабиле – Такела ги отнася към първата половина на IV век пр. н. е. Според Ж. Сьор. Според Д.П. Димитров, бронзовото монетосечене в града е осъществено през III век пр. н. е. 
В средата на 1980-те години са публикувани над 120 монети от фонда на РИМ Ямбол, което позволява на изследователите да предложат относителна хронология на отделните типове. Така началото на монетосеченето е отнесено към около 279 г. пр. н. е. при Спарток. Следва по-голям номинал, сечен кратко време в периода след смъртта на Лизимах до средата на 60-те години на III век пр. н. е.
От бронзовите монети от Кабиле са известни шест типа:
1. Тип А – глава на Аполон/Артемида в къс хитон, с факла и патера
2. Тип Б – глава на Аполон/Артемида в къс хитон и две факли
3. Тип В – глава на Херакъл с лъвската кожа/Артемида в къс хитон и две факли
4. Тип Г – глава на Артемида с лавров венец и колчан/Ксанон на Артемида с две факли
5. Тип Д – глава на Атина с шлем, наляво/Артемида в дълъг хитон на трон, с две факли
6. Тип Е – глава на мъж с брадато лице/Артемида в дълъг хитон на трон, с две факли

Хронологията на Тип А и Тип Б е отнесена към 250 г. пр. н. е. Тяхното отсичано е свързано с началото на контрамаркирането в Кабиле. Тогава започва и монетната реформа в града, наложена от масовия приток на бронзови монети на сирийския цар Антиох II в Кабиле, имаща за цел да защити позициите на местната монета.
Началото на автономното монетосечене стои в тясна връзка с датирането на монетосеченето на одриския владетел Спарток, което прекъсва внезапно около 277 г. пр. н. е.
Хронологията на Тип В и Тип Г също е отнесена към 250 г. пр. н. е., като при някои техни варианти за пръв път се явяват върху Антиохови монети, като контрамарковите печати и опаковите печати за някои монети от двата типа са дело на един и същ гравьор. Тип Г вероятно е бил в кратка емисия по повод някакъв религиозен празник, защото и от двете страни на монетата е изобразена Артемида – покровителката на Кабиле.
Хронологията на монети типове Д и Е остава твърде неясна, поради твърде малките количества намерени от тях. Единствената иконографска и стилова характеристика при Тип Д е изображението на Артемида, но при този тип липсва надписът с името на града. Възможно е монетите от Тип Е да изобразяват одриския владетел Скосток, но приликата на изображението е твърде относителна.
Предполага се, че сеченето на бронзови монети в града е преустановено през 183 г. пр. н. е. – дата на един от походите на Филип V в Тракия. 
През 1957 година Т.Герасимов установява, че сребърните тетрадрахмите, подражания на тези на Александър Македонски – с отличителен символ – фигура на Артемида с две факли, са сечени в Кабиле. Сребърните тетрадрахми на келтския цар в Тракия – Кавар, носещи същия символ също са сечени в града.
Запасите на града от сребро са били ограничени, като монетарницата на Кабиле е сякла сребърни монети само четири пъти. Пускането в обращение на сериите тетрадрахми с големи прекъсвания и в строго определени и контролирани количества от градската управа. Те са използвани за нуждите на външната търговия на града.
Тетрадрахмите обхващат три отделни серии в периода от 230 до 180 г. пр. н. е. Краят на сребърното монетосечене на Кабиле настъпва до 220 г. пр. н. е., а тетрадрахмите на Кавар са били сечени в периода 221 – 218 г. пр. Хр.

## Християнски култови сгради
По време на продължителните археологически разкопки са разкрити две раннохристиянски базилики, условно обозначени като Базилика № 1 и Базилика № 2.
Базилика № 1 е локализирани в западната част на античния град, разположена е върху втората тераса в източното подножие на хълма Зайчи връх. Обектът е открит и проучен от българската археоложка Александра Димитрова-Милчева през 1972 година, а проучването му продължава и между 1974 – 1976 година.  Мащабните размери на базиликата, както и богатата ѝ стенописна и декоративна украса, са доказателство, че сградата е функционирала като главен епископски храм. На територията на обекта са намерени множество монети, които датират от 310 до 393 г., като повечето от тях са сечени в Хераклея. 
В архитектурно отношение Базилика № 1 представлява голяма трикорабна базилика от елинистически тип, с разположена на изток полукръгла апсида и нартекс и атрий на западната ѝ страна. Външните размери на постройката, (без апсидата и атрия) са – дължина – 28,80 m и ширина – 23,80 m. При сградата са документирани три строителни периода. Първичният ѝ градеж, датиран към средата на IV век сл. Хр., обхваща централния кораб с апсидата, нартекса и атрия. От този период е градежът от каменни блокове, наредени в правилни хоризонтални редове и споени с бял хоросан. Дебелината на външните стени е 0,80 m, което дава основание да се предположи, че сградата е била покрита с дървен покрив.
Вторият строителен период се отнася към началото на V век. В този период са направени редица преустроени: апсидата, която е била удебелена, затворено е пространството между колоните, разделящи корабите, нартексът е преиграден в триделен, към атрия са добавени портици от север, запад и юг; към сградата са доизградени нови помещения – две до северния зид, като едното от тях е използвано за баптистерий и сграда до южния зид на атрия, използвана първоначално като диаконикон, а по-късно вероятно е служила за жилище на някой висш духовник. В помещенията ѝ са открити фрагменти от стенописи. В атрия вторично е вградена плоча с текст на старогръцки, свидетелстващ за издигането на статуя на Херакъл от елинското население на града на централния площад през ІІ век.
Подът на църквата през втория строителен период е бил покрит с мозайка, част от която е оцеляла в главния и страничните кораби, както и в южната част на нартекса.
В този период базиликата е действала като епископски храм.
Третият строителен период датира от периода след варварските нашествия в Тракия. Тогава базиликата губи своя представителен вид, вероятно поради закриването на тукашния епископски център. Върху мозаечния под са били издигнати споени с кал, стилобати от камъни. Баптистерият е бил преместен до апсидата от югоизток; долепените помещения от север и юг са приспособени за жилищни и стопански нужди, а от запад на атрия е пристроено ново помещение.
Впечатляващият за времето си християнски храм е разрушен вероятно при аварските нашествия в края на VI век, след което престава да функционира завинаги.
Базилика № 2 е изградена срещу термите, в централната част на укрепения римски военен лагер, който през V век вече е преобразуван в жилищен квартал. Обектът е открит през 1986 г. от Нели Танчева-Василева.
Представлява трикорабна едноапсидна църква с нартекс от запад и вътрешен двор. Общата дължина на сградата е 26,30 m. Странични кораби са тесни (по 2,10 m) и са отделени от централния с по пет колони, издигнати върху общ зидан стилобат. Дворът на църквата е издължен в южна посока, като в югоизточната му част е открит квадратен баптисцерий с кръстовидна писцина (малък басейн). В това отношение паметникът има близък аналог с Базилка №6 разкрита в Хисаря.
При разкопките на базиликата са открити множество фрагменти от богата архитектурна и декоративна украса – бази от колони, капители, корнизи, олтарна плоча и др. Тук са открити и монети от императорите Константин I, Констанс, Юстиниан, Юстин и София.
Базилика № 2 е датирана към IV век.

## Скалното светилище
Скалното светилище се намира в източната част на Зайчи връх. То е все още недостатъчно добре проучено.
В най-високата част на върха са изсечени две траншеи, кито се пресичат и образуват кръст. Раменете на този кръст са ориентирани в четирите посоки на света. Източната траншея, която в археологическите публикации е наричана вход, до който се стига по стръмния терен, всъщност е траншея през която е наблюдавано слънцето в дните на пролетното и есенното равноденствие.
Според археоастрономическите изследвания за ранната Желязна епоха, когато е датирана т.нар. „голяма сграда“ при върха, равноденствията са били точно определяни на това място с точност до около един ден. Южната траншея дава възможност за наблюдения на кулуминациите на някои ярки светила. От центъра, образуван при пресичането на двете траншеи, може да се наблюдава още лятното и зимното слънцестоене през специално подравнени за целта места на скалите от двете страни на източната траншея.
Археоастрномическите изследвания показват, че скалните изсичания са оформяли паметника в периода 2000 – 1500 г. пр. н. е., за да се наблюдават изгревите на Слънцето при равноденствие. Допълнителните прорези и оформяния на скалите свидетелстват че съоръжението е ползвано до III – I век пр. н. е. 

## Култът на Артемида
Артемида се явява продължителка на култа към Кибела. Според изследователите древногръцката Артемида има ясна елинска иконография, без податки за взаимодействие с друг култ в Кабиле. Освен почитаните в двореца Кабири и Дионис на агората, има известни косвени данни за почитане на Зевс, Хера, Херакъл, Кибела и Афродита, но култът към Артемидане е засвидетелстван нито в двореца, нито в частен дом или на територията на града. Според изследователите култът към Артемида не е получил голямо разпространение във вътрешността на Тракия.
Учените предполагат, че той се появява само там, където има обективните условия за това – в Кабиле, Филипопол и други пунктове, повлияни в своето развитие от македонската колонизация, след походите на Филип и Александър Македонски.
Предположението, че македонската колонизация и еволюцията на Кабиле в град от елинистически тип е причина за настаняването на култове към древногръцки божества се потвърждава и от монетосеченето на одриския владетел Спарток. Предполага се, че емисията с монетите с изображение на Артемида с кривак е отсечена във връзка с провъзгласяването му за цар. Кривакът се интерпретира като стремеж на Спарток да символизира мнима или действителна връзка с македонската династия, с което да покаже приемствеността си с тази на Филип и Александър Македонски.

## Палеорнитологически находки
В селището от палеоорнитолога проф. Златозар Боев са установени 17 вида птици, сред които изчезналите днес от пределите на страната ловен сокол (Falco cherrug), голяма дропла (Otis tarda), сив жерав (Grus grus), див (автохтонен, колхидски, ямболски) фазан (Phasianus colchicus colchicus), както и крайно редките белоглав лешояд (Gyps fulvus) и ливаден дърдавец (Crex crex). Над 67 % от костните останки от птици принадлежат на домашна кокошка (Gallus gallus f. domestica) – доказателство за силно развито птицевъдство през това време в Античността.

## Консервация, социализация и статут
Територията, заемана от града, както и териториите, разположени в близост до мястото, са обявени през 1965 г. за територия от национално значение и са превърнати в археологически резерват. Територията на резервата е близо 650 декара.
В археологическия резерват могат да се видят останките на доста сгради, както и останки от крепостните стени и източната и западната порти на града. Разкрити са централният площад (агората), обществени сгради, римски казарми, обществена римска баня. Разкрита е централната епископска базилика, в която е открита цветна мозайка, която може да бъде видяна в изградения музей с експонати – находки от района.
Разкопките в района на резервата и около него продължават всяко лято от български и международни екипи от археолози. 